# Maria Mutola
Maria de Lurdes Mutola (sinh ngày 27 tháng 10 năm 1972) là một nữ vận động viên điền kinh và điền kinh đã nghỉ hưu người Mozambique là vận động viên chuyên tham gia thi đấu tại các phần thi chạy 800 mét. Cô là vận động viên thứ tư trong lịch sử từng thi đấu tại sáu Thế vận hội Olympic.
Mặc dù Mutola chưa bao giờ phá kỷ lục thế giới trong phần thi yêu thích của cô, nhưng cô được nhiều người trong cuộc và người hâm mộ đánh giá là một trong những vận động viên nữ 800 mét vĩ đại nhất mọi thời đại nhờ kết quả tốt trong các giải vô địch lớn và tuổi thọ đặc biệt của cô. Cô thi đấu với cường độ cao nhất trong hai thập kỷ trước khi nghỉ hưu từ điền kinh năm 2008 ở tuổi 35

## Niên thiếu
Mutola sinh năm 1972 tại thị trấn Chamanculo tồi tàn ở ngoại ô Maputo, sau đó được gọi là Lourenço Marques, thủ đô của Mozambique Bồ Đào Nha. Cha cô được làm việc trong ngành đường sắt và mẹ cô là một người bán hàng ở chợ. Khi còn là một cô gái trẻ, cô đã tỏ ra xuất sắc trong bóng đá. Cô chơi với các cậu bé khác, vì không có giải đấu hay đội nào cho con gái. Năm 1988, khi chỉ mới 15 tuổi, cô được khuyến khích tham gia môn điền kinh bởi một trong những nhân vật văn học hàng đầu của Mozambique, nhà thơ Jose Craveirinha, một người hâm mộ thể thao cuồng nhiệt. Con trai ông, Stelio, bản thân là một người giữ kỷ lục nhảy xa quốc gia, từng thi đấu tại Thế vận hội Mùa hè 1980, là huấn luyện viên đầu tiên của Mutola. Không quen với việc đào tạo chuyên sâu, Mutola ban đầu quyết định rằng việc chạy bộ không dành cho cô, nhưng được thuyết phục để tiếp tục khi rõ ràng là cô có tiềm năng to lớn.
Sau chuyến thăm Bồ Đào Nha, kế hoạch đã được đưa ra để cô tham gia câu lạc bộ điền kinh Benfica có trụ sở tại Lisbon, nhưng vào phút cuối, chính phủ Mozambique đã từ chối cấp phép cho cô. Năm đó, chỉ sau vài tháng tập luyện, cô đã giành được huy chương bạc ở nội dung 800 mét tại Giải vô địch châu Phi 1988 ở Annaba, Algérie trước khi thi đấu tại Thế vận hội mùa hè 1988 chưa đầy một tháng sau đó. Cô đã chạy và đạt thành tích cá nhân tốt nhất là 2:04.36, nhưng chỉ về đích ở vị trí thứ bảy trong vòng thi đầu tiên của cô và không thể tiến vào vòng bán kết. Mutola lúc đó chỉ mới mười lăm tuổi.